# 연세대학교 삼애캠퍼스
연세대학교 삼애캠퍼스(延世大學校 三愛-, Yonsei University Samae Campus)는 경기도 고양시 일산동구 중산동에 있는 연세대학교의 캠퍼스이다.

## 연혁
배민수 목사는 삼애정신(하나님 사랑, 농촌 사랑, 일 사랑)을 바탕으로 1967년에 일산에 삼애농업기술학원을 설립하였다. 1976년에 배민수 목사가 별세한 후 그의 유족들은 재단법인 삼애농업기술학원과 법인에 속한 일체의 재산을 연세대학교에 기증하면서 약 18만 1천819m2(5만 5천평) 규모의 삼애캠퍼스가 조성되었다. 1980년에 배민수기념관과 천문대를 건립하였고 2000년에 체육시설을 조성하였으며, 2006년에는 초교파 교회인 삼애교회를 창립하였다.

## 캠퍼스 안내
현재 삼애캠퍼스는 천문대와 운동장 2개, 삼애교회로 구성되어 있고 천문대는 천문우주학과에서 주로 이용하며 주변 학교의 견학장소로 사용되고 있다. 삼애캠퍼스 운동장은 운동부들의 연습 구장으로 사용되고 있지만, 부대시설이 부족해서 사용하는 학생들이 불편을 겪고 있다.
- 배민수기념관(현 삼애교회) : 배민수 목사를 기리기 위한 기념관으로 지상 2층, 지하 1층의 건물로 1980년 12월에 준공되었다. 2006년에는 기념관을 삼애교회로 재정비하였으며, 2층 1실을 배민수기념전시실로 조성하여 2006년 9월 17일 삼애교회 창립 및 배민수기념전시실로 재개관하였다.[6]

- 체육시설 : 2000년 공사를 통해 총면적 39,264평에 축구·럭비 겸용구장과 야구장이 국제 규격의 경기장으로 조성되었다. 부대시설로 보조경기장 및 이동식 백네트(야구장) 등이 설치되어 있다.[6]

- 천문대 : 1979년 12월 천문학과를 주축으로 지상 2층의 연세대학교 천문대 일산관측소(Goto 61cm 반사망원경)를 설치하여 실습장 및 인근 지역 학교의 체험학습장으로 활용하고 있다.[6]

## 같이 보기
- 연세대학교
- 연세대학교 신촌캠퍼스
- 연세대학교 미래캠퍼스
- 연세대학교 국제캠퍼스

## 주해
1. ↑  연세대학교는 “너희가 내 말에 거하면 참으로 내 제자가 되고 진리를 알지니 진리가 너희를 자유롭게 하리라”는 성경(요한복음 8:31~32)을 바탕으로 진리와 자유의 정신을 체득한 지도자를 양성한다.[1]
2. ↑  학교법인 연세대학교 정관에 따르면 이사회의 이사는 기독교계 2인, 연세대학교 동문회 2인, 총장(예겸이사) 1인, 사회유지 4인(연세대학교 출신 2인, 기독교계 인사 2인), 개방이사 3인으로 구성된다. 기독교계 이사는 세브란스의학전문학교와 연희전문학교의 창립에 공헌한 교단에 소속된 목사로 한다.[2] 현재 정관은 2011년 10월에 개정되었으며, 기존 정관에서는 대한예수교장로회(통합) 1인, 기독교대한감리회 1인, 한국기독교장로회 1인, 대한성공회 1인, 연세대학교 동문회 2인, 총장(예겸이사) 1인, 사회유지 5인(연세대학교 출신 3인, 협력교단의 교계인사 2인)으로 구성되었다.[3]